# Robert Zoellick
Robert Bruce Zoellick (API : /zʌlɪk/), né le 25 juillet 1953, est un avocat et un homme politique américain. Il est le président de la Banque mondiale entre le 1er juillet 2007 et le 30 juin 2012.
Représentant spécial des États-Unis pour le Commerce du 7 février 2001 au 22 février 2005, secrétaire d'État adjoint auprès de la secrétaire d'État Condoleezza Rice dans le gouvernement du président George W. Bush de janvier 2005 à juillet 2006. Fin mai 2007, il devient le candidat de George W. Bush au poste de président de la Banque mondiale, en remplacement de Paul Wolfowitz, poussé à la démission pour népotisme. La nomination à ce poste est approuvée par le conseil des directeurs de la Banque mondiale le 25 juin 2007.
Il fait partie du cercle intime des conseillers en politique internationale de George W. Bush, surnommé par Condoleezza Rice « les Vulcains » (du nom du dieu Vulcain, la divinité du feu et du métal), et auquel appartient aussi Paul Wolfowitz, Richard Armitage, Richard Perle, Stephen Hadley, Dov Zakheim et Robert Blackwill, « tous vétérans des administrations Reagan et Bush père et pour la plupart associés au mouvement de pensée néoconservateur ».
Robert Zoellick est un républicain, libéral convaincu au sens européen. Il est partisan du multilatéralisme et du libre-échange économique. Il affiche une grande expérience à la fois dans le domaine de la diplomatie et dans celui du commerce international. 

## Origines et études
Robert Zoellick est né à Naperville dans l'Illinois où il passe son enfance et son adolescence.
Il est diplômé en droit et en politiques publiques de l'université Harvard en 1981.

## Une carrière au sein des administrations américaines

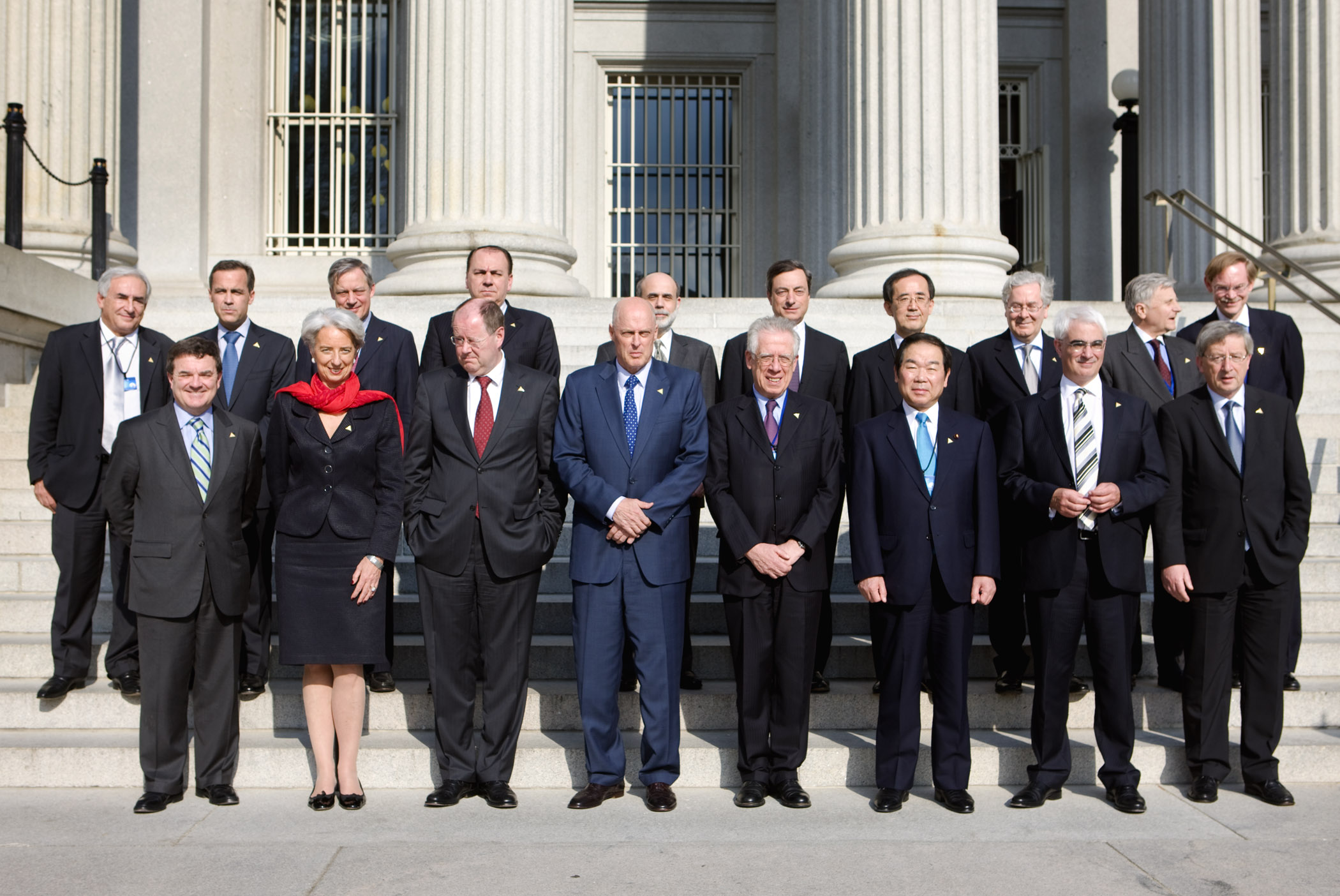
Les ministres des Finances du G7 (première rangée) et les gouverneurs des banques centrales (rangée arrière) se réunissent pour une photo de groupe lors de réunions au département du Trésor américain à Washington le 11 avril 2008. Première rangée (de gauche à droite) : le ministre canadien des Finances Jim Flaherty, la ministre française des Finances Christine Lagarde, le ministre allemand des Finances Peer Steinbrueck, le secrétaire au Trésor américain Henry Paulson, le ministre italien des Finances Tommaso Padoa-Schioppa, le ministre japonais des Finances Fukushiro Nukaga, le chancelier de l'Échiquier britannique Alistair Darling et Jean-Claude Juncker, président de l'Eurogroupe. Rangée arrière (de gauche à droite) : Dominique Strauss-Kahn, directeur général du FMI, Mark Carney, gouverneur de la Banque du Canada, Christian Noyer, gouverneur de la Banque de France, Axel Weber, président de la Bundesbank, Ben Bernanke, président de la Réserve fédérale, Mario Draghi, gouverneur de la Banque d'Italie, gouverneur de la Banque du Japon. Masaaki Shirakawa, le gouverneur de la Banque d'Angleterre Mervyn King, le président de la Banque centrale européenne Jean-Claude Trichet et le président de la Banque mondiale Robert Zoellick.

Il présente une impressionnante carrière au sein des administrations américaines qui l'ont amené à travailler d'abord au département du Trésor entre 1985 et 1988 où il est entre autres le conseiller de James Baker et le vice-secrétaire adjoint aux institutions financières.
Durant le mandat de George Bush, il est d'abord sous-secrétaire à l'Agriculture et aux Affaires économiques, et conseiller du département d'État. C'est ainsi que Zoellick a participé aux négociations de la réunification allemande, au traité de libre-échange de l'Amérique du Nord (l'ALENA), et aux négociations qui ont conduit à l'entrée de la république populaire de Chine et de Taïwan dans l'Organisation mondiale du commerce (OMC). En 1991 et 1992, il est le représentant personnel du président Bush aux sommets économiques du G7.
En août 1992, il devient le chef de cabinet de la Maison-Blanche. 
En 1993, il quitte le gouvernement pour devenir vice-président exécutif de la "Federal National Mortgage Association". 
En 1997, il est professeur à l'Académie navale des États-Unis et conseiller aux affaires internationales de la banque Goldman Sachs.
En 1998, au côté de Donald Rumsfeld, Paul Wolfowitz, Richard Perle, Elliott Abrams, Zalmay Khalilzad, John R. Bolton, Richard Armitage, William Kristol entre autres, il est un des signataires de la lettre du Project for the New American Century envoyé à Bill Clinton et l'appelant au renversement de Saddam Hussein. 
Durant la campagne électorale de 2000, au côté notamment de Condoleezza Rice, il est conseiller aux Affaires étrangères du candidat républicain George W. Bush et seconde l'ancien secrétaire d'État James Baker lors du recompte des voix en Floride à l'issue de l'élection présidentielle de 2000.

## Représentant du commerce
De 2001 à 2005, il est le représentant spécial américain pour le commerce où il gère plusieurs dossiers sensibles, comme le différend Boeing-Airbus ou encore les OGM, n'hésitant pas à s'adresser à l'OMC pour trancher les litiges avec ses partenaires européens.

## Secrétaire d'État adjoint
Considéré comme « l'un des hommes politiques américains les plus expérimentés et les plus talentueux de sa génération en matière de diplomatie, d'économie et de sécurité nationale », selon Harlan Ullman, du Centre d'études stratégiques internationales, il est choisi par Condoleezza Rice pour la seconder au Département d'État, par préférence à John R. Bolton, néo-conservateur proche de Dick Cheney. Robert Zoellick succède ainsi au secrétaire d'État adjoint Richard Armitage.
Auprès de Condolezza Rice, entre janvier 2005 et juin 2006, Zoellick mène les négociations autour de la crise du Darfour. 
Il impose rapidement entre le gouvernement du Soudan et une faction du Mouvement de libération du Soudan (MLS), l’accord de paix d’Abuja, le 5 mai 2006, qui reste controversé puisqu’il n’intègre pas les autres mouvements rebelles.
Le 19 juin 2006, il annonce sa démission du poste de secrétaire d'État adjoint pour rejoindre la banque Goldman Sachs où il est nommé vice-président du conseil d'administration chargé des questions internationales. Il quitte le département d'État le 7 juillet 2006.

## La Banque mondiale
En mai 2007, il est proposé par George W. Bush pour succéder à Paul Wolfowitz à la tête de la Banque mondiale. L'une de ses premières tâches sera de s'occuper du sort de Shaha Riza, la compagne de Wolfowitz qui a indirectement provoqué la chute de ce dernier. Son élection est confirmée le 25 juin 2007 par le conseil d´administration de la banque, son mandat débutant le 1er juillet 2007.
À la veille du sommet des chefs d'État du G20 de Séoul de novembre 2010, il préconise de faire jouer à l'or un rôle plus important comme valeur internationale pour stabiliser le système des changes.